# Carl Gustaf Ludvig Greek
Carl Greek (* 28. April 1909 in Limhamn; † 28. September 1991 in Sölvesborg) war ein schwedischer lutherischer Pastor  und Schriftsteller.

## Leben
Greek machte in Malmö sein Abitur und studierte Theologie an der Universität Lund. 1935–37 war er in Danzig und 1937–44 in Newcastle upon Tyne als Seemannspfarrer tätig. 1945 kehrte er als Pastor in Malmö in seine Heimat zurück und war ab 1956 Pfarrer in Östra Ljungby (Schonen), von 1962 bis zu seinem Ruhestand 1974 zusätzlich als Propst (kontraktspropst).
Unter dem Pseudonym „Anders Hellén“ veröffentlichte er mehrere Kriminalromane. Der Roman En ljugande malm (1973), der im mittelalterlichen Klostermilieu spielt, wurde von der Svenska Deckarakademin ausgezeichnet. Im Stora mordboken (1991) bezeichnet Johan Wopenka den Roman als „den vielleicht besten historischen Krimi, der in diesem Land verfasst wurde“. In der Nationalencyklopedin nennt K. Arne Blom ihn „den vollkommensten schwedischen historischen Krimi“.
Als G. K. Chestertons klassischer Krimi The Secret of Father Brown 1980 in einer schwedischen Neuübersetzung erschien, schrieb Carl Greek das Vorwort. Greek war Mitglied der Skånska Deckarsällskapet und schrieb für verschiedene Zeitungen und Zeitschriften.

## Werke
- Pil och båge. En bok om mordet i Losta, 1951.
- Vad och vem? En bok om mysteriet på Berga, 1954.
- Dramatik i kyrkans arbete. Om kyrkospel och annat, 1956.
- Den trånga porten, 1956.
- Spår till gamla brottet, 1963.
- En ljugande malm, 1973, 2. Auflage 1988.
- Sista skriket, 1977.

| Personendaten    | Personendaten                               |
| ---------------- | ------------------------------------------- |
| NAME             | Greek, Carl Gustaf Ludvig                   |
| ALTERNATIVNAMEN  | Greek, Carl                                 |
| KURZBESCHREIBUNG | schwedischer Geistlicher und Schriftsteller |
| GEBURTSDATUM     | 28. April 1909                              |
| GEBURTSORT       | Limhamn                                     |
| STERBEDATUM      | 28. September 1991                          |
| STERBEORT        | Sölvesborg                                  |